# Rezerwat przyrody Mokry Las
Rezerwat przyrody Mokry Las – leśny rezerwat przyrody w gminie Siemkowice, w powiecie pajęczańskim, w województwie łódzkim. Znajduje się w Kotlinie Szczercowskiej, w pobliżu Siemkowic, na terenie leśnictwa Mokry Las (Nadleśnictwo Wieluń).
Utworzony na mocy zarządzenia Ministra Leśnictwa i Przemysłu Drzewnego z dnia 24 listopada 1983 r. w celu ochrony głównie fragmentu grądu z udziałem jodły pospolitej (Abies alba). Zajmuje powierzchnię 14,59 ha (akt powołujący podawał 14,42 ha).
Według obowiązującego planu ochrony ustanowionego w 2011 roku (z późniejszymi zmianami), obszar rezerwatu objęty jest ochroną czynną.